# شهرستان آلاکول
شهرستان آلاکول (به قزاقی: Алакөл ауданы، الاكول اۋدانى) یک شهرستان در قزاقستان است که در استان جتی‌سو واقع شده‌است.

## خصوصیات
شهرستان آلاکول ۲۳٬۷۰۰ کیلومترمربع مساحت و ۷۰٬۴۲۷ نفر جمعیت دارد.